# Фаттах, Нурихан Садрильманович
Нуриха́н Садрильма́нович Фатта́х (тат. Нурихан Садрыйман улы Фәттахов; Nurixan Fәttax, Nurixan Sadrıyman uğlı Fәttaxov; 25 октября 1928, д. Кючтовыл, Янаульского района Башкортостана — 18 февраля 2004, Казань) — татарский писатель, переводчик, автор сочинений по истории и лингвистике.

## Биография
Родился 25 октября 1928 года в деревне Кючтовыл Янаульского района, Башкирия.
В 1944 году в журнале «Совет әдәбияты» (теперь «Казан утлары») было опубликовано первое стихотворение Нурихана Фаттаха. В 1946 году он окончил Янаульскую среднюю школу № 1.
В 1946—1951 годах учился в Казанском университете, по специальности «Татарский язык и литература». По окончании КГУ работал в Татарском книжном издательстве, в редакции детско-юношеской литературы. В 1952—1953 годах работал в городе Чистополе журналистом в районной газете «Сталин байрагы». 
С 1953 года жил в Казани. В 1957 году был издан его первый роман «Сезнеңчә ничек» («Как по вашему?»).
Во время освоения целины часто подолгу жил в совхозе «Казань» под Павлодаром. С 1965 году член Союза писателей.
В книгах «Этот загадочный фестский диск» и «Родословная: историко-лингвистические исследования» высказывал предположение, что древние египтяне и греки были родственны древним тюркам.

## Произведения
- Повести «Как по-вашему?» («Сезнеңчә ничек?», 1955)
- «Джигиты остаются в степи» («Бала күңеле далада», 1962)
- «Заведующая Саджида» («Мөдир Саҗидә»),1968.
- «Кичү» («Переправа»), 1995.
- «Атлантида» («Аклан»),2009

### Произведения для детей
- «Наш младший брат»
- «Ирек, Алмаз и Джалиль»
- «Рассказ о сестре и двух братьях» («Өч туган»)
- «Тегермәндә», «Безнең бабай»
- «Энҗеле үрдәк» (сказочная пьеса для кукольного театра) и др.

### Исторические произведения
- Роман «Итил» («Итил-река течет» («Итил суы ака торур») в др. переводе) (1960)
- трагедия «Кул Гали» (тат. «Кол Гали»)
- романы «Свистящие стрелы» (тат. «Сызгыра торган уклар») (2-е, пер. изд. — 1991)
- «Эхо далекого века» («Ерак гасырлар авазы»)
- историческая драма «Сарина дочь Сармата» («Сармат кызы Сәринә»)
- «Язык богов и фараонов»

### Переводы
- романы «Отверженные» («Хокуксызлар») В. Гюго
- «Отец Горио» и избранные рассказы О. Бальзака
- «Обломов» И. Гончарова
- рассказы А. Серафимовича, Б. Житкова и др.

## Постановки
Трагедия Н. Фаттаха «Кул Гали» была показана на сцене Татарского государственного академического театра им. Г. Камала. Театр драмы и комедии им. К. Тинчурина поставил «Итил-река течёт».

## Награды
- В 1979 г. присвоено почётное звание заслуженного работника культуры РСФСР.
- В 1994 г. за дилогию «Свистящие стрелы» Н. Фаттах был удостоен звания лауреата Государственной премии Республики Татарстан имени Габдуллы Тукая.
- В 1998 г. за большие заслуги в развитии татарской литературы Н. Фаттаху присвоено почётное звание Народный писатель Республики Татарстан.

## Память
Решением Казанской городской думы от 4 марта 2015 года № 24-41 одна из улиц жилого комплекса «Салават Купере» в Казани была названа улицей Нурихана Фаттаха.